# Taron Woskanian
Taron Woskanian (orm. Տարոն Ոսկանյան, ur. 22 lutego 1993 w Erywaniu) – ormiański piłkarz grający na pozycji środkowego obrońcy. Jest wychowankiem klubu Piunik Erywań.

## Kariera klubowa
Swoją karierę piłkarską Woskanian rozpoczął w klubie Piunik Erywań. W sezonie 2011 został włączony do kadry pierwszego zespołu. W ormiańskiej lidze zadebiutował 2 kwietnia 2011 w przegranym 0:1 wyjazdowym meczu z Ulissem Erywań. Wraz z Piunikiem zdobył dwa Puchary Armenii w sezonach 2012/2013 i 2013/2014 oraz Superpuchar Armenii w 2011 roku.
| Sezon   | Klub          | Kraj    | Rozgrywki        | Mecze | Bramki |
| ------- | ------------- | ------- | ---------------- | ----- | ------ |
| 2011    | Piunik Erywań | Armenia | Barcragujn chumb | 22    | 0      |
| 2012/13 | Piunik Erywań | Armenia | Barcragujn chumb | 38    | 4      |
| 2013/14 | Piunik Erywań | Armenia | Barcragujn chumb | 25    | 0      |

## Kariera reprezentacyjna
W reprezentacji Armenii Woskanian zadebiutował 14 listopada 2012 w wygranym 4:2 towarzyskim meczu z Litwą, rozegranym w Erywaniu. W 29. minucie tego meczu zmienił Roberta Arzumaniana.